# Điện Biên Phủ-i csata
A Điện Biên Phủ-i csata (ejtsd: zien bien fu) 1954-ben zajlott a Võ Nguyên Giáp által vezetett Việt Minh (vietnámi) hadsereg és francia ejtőernyősök, illetve az Idegenlégió alakulatai között. A vietnámi győzelemmel záruló ütközet egy észak-vietnámi falu, Điện Biên Phủ közelében elterülő völgyben zajlott, és a franciák és vietnámiak között 1947-ben kirobbant első indokínai háború befejező csatája lett, mely megpecsételte Francia Indokína sorsát.

## Előzmények
1953-ban a franciák megkezdték a Hanoit övező területek védelmének megerősítését és a felkészülést a Việt Minh elleni támadásokra Észak-Vietnám területén.
Megerősített városokat és helyőrségeket hoztak létre ezen a területen, többek közt északon, a kínai határ közelében lévő Lai Châunál, A Hanoitól nyugatra lévő Nà Sảnnál és Luangprabang tartomány és a Kőedény-síkság területén Észak-Laoszban.
Novemberben Giap tábornok offenzívát indított Nà Sản ellen, melyben 1544 embert vesztettek el a támaszpont támadásakor és további 1932 megsebesült. Ekkor kezdte a francia parancsnokság egy Điện Biên Phủ-i bázis létrehozását fontolgatni. Úgy vélték, hogy amennyiben egy sebtében felállított bázis, mint amilyen Nà Sản volt ekkora veszteségeket volt képes okozni a Việt Minh-erőknek, akkor egy alaposan megtervezett és kiépített bázissal ennél is komolyabb győzelmeket érhetnek el.
A franciák számos alternatíva mérlegelése után döntöttek Điện Biên Phủ mellett, melyet a Việt Minh 1952-ben foglalt el. A Kínát, Vietnámot és Laoszt összekötő utak közelében fekvő falu egy tál alakú völgyben helyezkedett el, mely kellő vízszintes felülettel szolgált egy nagyobb légibázis számára. Úgy vélték, hogy amennyiben sikerül a környező dombokat elfoglalni és megvédeni, a terület alkalmas lesz egy nagyobb, légi-utánpótlást biztosító támaszpont kiépítésére.
Mikor 1953 végén mindkét fél megkezdte a felkészülést a genfi konferenciára, a francia vezetés úgy döntött, hogy egy előnyösebb tárgyalási pozíció érdekében megkezdi Điện Biên Phủ elfoglalását.

## Castor hadművelet
A Castor hadművelet keretében 1953. november 20-án a franciák 3 nap leforgása alatt 9000 fős alakulatot szállítottak légi úton a völgybe. Ezek az erők kezdték aztán meg egy nagyméretű, két kifutópályával rendelkező légitámaszpont kiépítését és megkezdték a környező magaslatok elfoglalását és megerősítését.
A nyolc magaslat mind egy-egy női nevet kapott: Anne-Marie, Béatrice, Claudine, Dominique, Eliane, Françoise, Huguette, Isabelle.
1954 elejére a csapatlétszám 13 000 főre emelkedett és tüzérségi erőkkel valamint tíz M24 Chaffee könnyű tankkal egészült ki.
A Việt Minh túlságosan is szét volt szórva ezen a területen, ahhoz, hogy komoly mértékben akadályozni tudja ezeket az előkészületeket. Olyannyira nem avatkoztak be, hogy a francia vezetés egy része már aggódni kezdett, hogy terveikkel ellentétben az ellenség egyszerűen figyelmen kívül hagyja majd a bázist és inkább kelet felé vonul.

## Logisztikai előkészületek
A csatát megelőző 5 hónapban a Việt Minh nagyrészt emberi erőre támaszkodva, mintegy 20 000 paraszt és kuli közreműködésével szállította el a fegyvereket és hadianyagokat a kb. 800 km-re lévő kínai határtól a csata helyszínére. Bár a kínaiak mintegy 600 szovjet gyártmányú teherautóval támogatták a logisztikai műveletet, a szállítások nagy része mégis emberi erőre támaszkodva, kerékpárokkal történt, mert a főként dzsungelen és apró falvakon áthaladó utak nem voltak teljesen járhatóak. A munkások mintegy 4 kg rizst fogyasztottak el útközben, hogy 1 kg rizst a frontra juttassanak. Ezenkívül a légitámadások állandó fenyegetése alatt nem használhatták a nagyobb utakat, mert a járható utakat nem fedte a dzsungel. Szinte hihetetlen erőfeszítések árán 200 nehéz löveget húztak fel a kötelek segítségével a meredek hegyoldalakon, mindössze kb. napi 1,5 kilométert haladva előre. Erőfeszítéseik eredménye az lett, hogy tüzérségük ereje a franciákénak mintegy háromszorosa lett.

## A csata
1954 márciusának elejére aztán világos lett, a Việt Minh növekvő számban vonultat fel csapatokat a környező területeken.
A valódi csata március 13-án, hajnalban kezdődött el, amikor a franciák megrökönyödésére a vietnámi erők képesek voltak az egész éjjelen át tartó nagyerejű tüzérségi zárótüzet zúdítani a völgyre, mely során mintegy 9000 lövedék csapódott be elsősorban a Beatrice illetve Gabrielle elnevezésű állásokra, melyet aztán – igaz komoly veszteségek árán – a Việt Minh be is vett.
Bár a franciák tudták, hogy ellenfeleik rendelkeznek ágyúkkal, azok számát és űrméretét erősen alábecsülték. A francia tüzérségi parancsnok, aki képtelen volt ellentüzet irányítani a jól álcázott Việt Minh-állásokra, végső kétségbeesésében visszament fedezékébe, és egy kézigránáttal öngyilkosságot követett el. A morál csökkenését elkerülendő, titokban temették el.
A franciák ejtőernyővel igyekeztek erősítést juttatni a csata helyszínére, ám újabb meglepetésükre a Việt Minh légvédelmi ágyúkkal tüzelt rájuk.
Tekintve a légi utánpótlás fontosságát, ez rendkívül súlyos fejlemény volt a bázis védői számára.
A franciák repülőgépeiket is bevetették az ellenséges tüzérségi állások ellen, ám komoly károkat nem voltak képesek okozni a jól álcázott ágyúkban.
Felismerve a légi utánpótlás fontosságát, a Việt Minh a súlyos áldozatokkal járó frontális támadások helyett inkább áttért a két kifutópálya intenzív ágyúzására, míg végül mindkettő használhatatlanná vált.
Ezenkívül megkezdték egy lövészárokrendszer kiásását a bázis közepe felé, fedezéket nyújtva az elkövetkező rohamoknál.
Az első futópálya egy március 18-tól március 23-ig tartó előrenyomulás után esett el.
A második futópályán március 28-án szállt le az utolsó repülőgép, ám közben meg is semmisült.
Válaszul a franciák saját támadást indítottak ugyanazon a napon, légvédelmi állásokat támadva.
31-én visszafoglaltak két megerősített magaslatot, ám további erősítés híján nem sokkal később fel kellett adniuk őket.
Mivel ezek után az ejtőernyő maradt a hadianyag bázisra juttatásának egyetlen lehetséges módja, a beérkező utánpótlás mennyisége jelentősen csökkenni kezdett. A levegőből ledobott készletek egyre nagyobb része ért földet a Việt Minh által ellenőrzött területeket, értékes hadianyagokhoz juttatva őket.
A vietnámiak ezen a ponton már lényegében megnyerték a csatát és saját szavaikkal az elkövetkező szakasz már csak „a haldokló elefánt lassú kivéreztetése” volt.
Április utolsó hetében megérkezett a monszun is, tovább nehezítve a légi támogatást.
A lövészárkokat elárasztotta a víz, a bunkerek pedig beomlottak.
Az utolsó erősítés – 4305 katona Marcel Bigeard tábornok vezetése alatt – március 14. és május 6. között érkezett ejtőernyővel, ám számuk még ahhoz sem volt elegendő, hogy az ugyanezen időszak alatt elszenvedett veszteségeket pótolja.
A franciák ekkor már látták, hogy a vereség elkerülhetetlen, de igyekeztek kitartani a genfi békekonferencia április 26-i kezdetéig. Az utolsó francia támadás május 4-én történt, ám hatástalan maradt.
A Việt Minh újonnan beszerzett szovjet gyártmányú BM–13 típusú Katyusa sorozatvetőkkel kezdte lőni az erődöt.
A végső összeomlás május 6-án és 7-én következett be. A franciák még ekkor is harcoltak ám a végül egy frontális rohammal bevették a bázisukat.
A 20 000 fős francia erőből legalább 2200-an vesztették életüket a csata alatt. A harcok mintegy 100 000 vietnámi résztvevőjéből becslések szerint 8 000 esett el és további 15 000 sebesült meg.